# Hochhubwagen
Hochhubwagen werden insbesondere in kleinen Lägern mit geringem bis normalem Warenumschlag eingesetzt. Mithilfe des Flurfördergeräts werden vor allem Europaletten und Gitterboxen in Regalsysteme oder ähnliche Vorrichtungen eingelagert. Darüber hinaus werden die Geräte für den Transport von Waren, für das Be- und Entladen von Lkws, Transportern und Anhängern sowie für Arbeiten in mehreren Metern Höhe verwendet. Das An- und Ausliefern von Waren innerhalb einer Halle mit geringerer Arbeitsgangbreite kann mit solch einem Hochhubwagen problemlos bewältigt werden. Es wird zwischen manuellen und semi-elektrischen Hochhubwagen unterschieden.

## Benutzungsvoraussetzungen
Zur Beförderung der Flurförderzeuge, die ähnlich wie ein Hubwagen oder ein Gabelstapler genutzt werden können, ist kein Staplerschein notwendig. Dennoch sollte das Personal zuvor eingängig im Umgang mit dem Flurförderzeug geschult werden. Die Benutzer dürfen weder körperlich noch geistig beeinträchtigt sein. Schlechtes Seh- und/oder Hörvermögen zum Beispiel beeinflusst die Wahrnehmung beträchtlich. Dies kann zu zahlreichen Unfällen mit Mitarbeitern oder zu Beschädigung der Ware führen. Die Bediener der Hochhubwagen sollten jährlich eine Unterweisung, wie die Maschine zu führen ist, bekommen. Die regelmäßige Überprüfung im Sinne der Arbeitsmedizinischen Vorsorgeuntersuchung G 25 („Fahr-, Steuer- und Überwachungstätigkeiten“) sollte zudem nicht vernachlässigt werden. Außerdem sollte das Personal während der Arbeit mit den Geräten geeignete Sicherheitsschuhe tragen.

## Handhabung
Beide Varianten sollten aus Sicherheitsgründen nicht auf einem Gefälle verwendet, sondern nur auf ebenen und festen Untergründen genutzt werden. Die Last sollte sich auf der Mitte der Gabeln befinden, um ein Kippen des Geräts zu vermeiden. Die optimale Position für die Ware wird in einem Traglastdiagramm bzw. einem Lastendiagramm dargestellt. Bei Ersterem wird auf der x-Achse die Länge der Gabel in mm angegeben, auf der y-Achse das Gewicht in kg. Im zweiten Fall ist es genau umgekehrt. Bei einer Last von 1000 kg z. B. liegt die optimale Position bei 600 mm.  

## Manueller Hochhubwagen

### Allgemeines
Manuelle Hochhubwagen werden per Hand gesteuert. Hierfür ist mitunter eine große Kraftanstrengung nötig – die Fahrzeuge weisen teilweise ein Eigengewicht von bis zu 320 kg auf. Sie können wahlweise gezogen oder geschoben werden. Um einen besseren Transport zu ermöglichen, bieten die meisten Firmen manuelle Hochhubwagen an, deren Gabeln auf die Länge und Breite von Europaletten abgestimmt sind. Dank der robusten Bauweise, des geschlossenen Hydrauliksystems sowie des Fehlens einer Batterie müssen manuelle Hochhubwagen weniger gewartet werden als die semi-elektrische Variante. 

### Technische Daten
In den Handel kommen die Flurförderzeuge in verschiedenen Ausführungen. So sind sie u. a. mit den Hubhöhen von 1.200 mm, 1.600 mm, 2.500 mm sowie 3.000 mm zu erwerben. In der Regel können sie mit einem Gewicht von 1,5 t belastet werden. Die Standardgabelhöhe beträgt 90 mm, die Gabellänge 1.150 mm. Die Gabelbreite liegt bei 550 mm. Im Durchschnitt werden 20 mm als Unterfahrhöhe angesetzt. 

### Aufbau und Benutzung

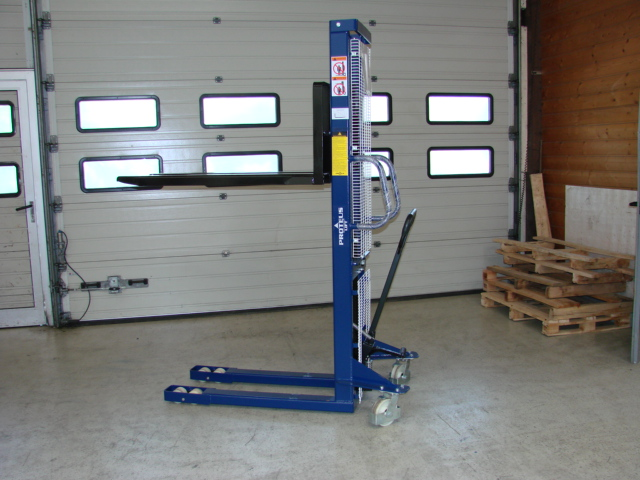
Manueller Hochhubwagen der Firma Proteus Lift GmbH mit angehobenen Gabeln

Das Gerät setzt sich aus einem Hubmast, zwei Rädern (inkl. Bremse), vier Lastrollen, einem Deichselgriff, zwei Lastgabeln sowie zwei Handgriffen zusammen. 
Die Lastgabeln sind vorne am Hochhubwagen angebracht und werden unter die Europaletten oder andere Materialien gesetzt und angehoben. Dies geschieht entweder per Deichselgriff oder per Pedal. Durch kontinuierliches Auf- und Abbewegen des Griffes setzt sich der Hebemechanismus in Bewegung. Ein Hub wird ausgelöst, der die Hubstange, die oberhalb mit einer Traverse verbunden ist, aus dem Hydraulikzylinder drückt. Über die Umlenkrollen an der Traverse werden die am Rahmen verschraubten Ketten nach unten geführt. Die seitlich an den Gabeln angebrachten Führungsrollen gleiten während des Vorgangs im Rahmen herauf bzw. herunter.
Das Herablassen der Gabeln erfolgt auf mechanischem Wege; es muss einzig der Hebel an der Deichsel gezogen werden. Dieser ist mit der Hydraulikeinheit verbunden. Die Hubstange fährt wieder in den Zylinder ein und senkt so die Gabeln ab.
Mit den Gabeln fährt gleichzeitig der Hubmast nach oben. Das Grundgerüst ist aus Stahl gefertigt; in dem Rahmen ist die Führung der Gabel eingelassen. Das Hubgerüst besteht  bei kleineren Modellen aus einem Singlemast, bei Geräten ab einer Hubhöhe von 2.500 mm aus einem Duplexmast.
Um die manuellen Hochhubwagen uneingeschränkt bewegen zu können, sind sie im Regelfall mit zwei 360° drehbaren sowie kugelgelagerten Lenkrädern ausgestattet, die aus Nylon bestehen. Diese sind am hinteren Teil des Geräts angebracht und verfügen an einer Seite über eine zusätzliche Feststellbremse, die per Fuß eingerastet werden kann. In den Lastgabeln sind zwei bzw. vier Lastrollen eingebaut: In jeder Gabel, die jeweils auf einer Führungsschiene liegt, befinden sich zwei Exemplare. Diese sind jedoch nicht schwenkbar.
Die manuellen Hochhubwagen können zusätzlich durch die links und rechts am Stahlgerüst angebrachten Handgriffe manövriert werden. Zum Schutz ist zwischen dem Rahmen oft ein Lastenschutz angebracht.

### Sicherheit
Im Umgang mit einem Hochhubwagen sind grundsätzlich Sicherheitsschuhe der Klasse I vorgeschrieben. Zusätzlich kann je nach Art des Einsatzbereiches und der Gefährdungsanalyse durch den Sicherheitsbeauftragten auch das Tragen eines Schutzhelmes angeordnet werden.

## Semi-elektrischer Hochhubwagen

### Allgemeines

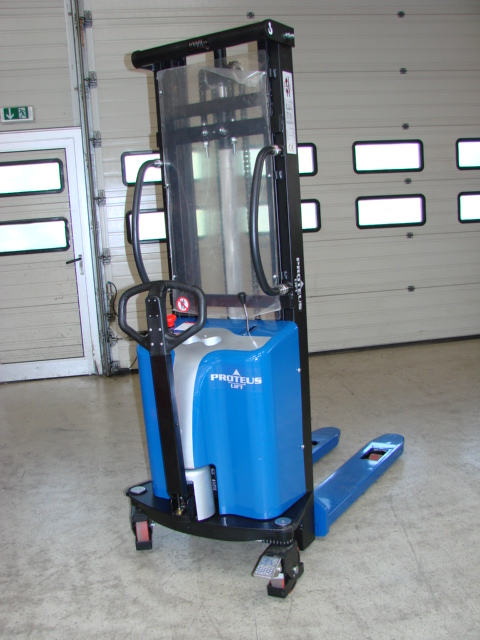
Semi-elektrischer Hochhubwagen der Firma Proteus Lift GmbH

Bei semi-elektrischen Hochhubwagen wird die Lastgabel durch ein elektro-hydraulisches System gelenkt. Die Geräte sind quasi eine Synthese aus Hubwagen und Gabelstapler. Auch hier ist kein Staplerschein notwendig. Die Kraftaufwendung für das Bewegen der Gabeln entfällt, da sämtliche Vorgänge elektrisch ablaufen. Dennoch ist bei einem manuellen Transport des Flurförderzeugs ein Eigengewicht von bis zu 495 kg zu berücksichtigen. Die Batterie lässt sich über ein internes bzw. externes Ladegerät an einer 230-V-Steckdose wieder aufladen.

### Technische Daten
Üblicherweise werden semi-elektrische Hochhubwagen mit einer Hubhöhe von 1.600 mm, 2.500 mm sowie 3.000 mm produziert. Die Tragfähigkeit liegt bei 1 t. Die Mindestgabelhöhe beträgt 90 mm, die Gabellänge 1.150 mm. Die Standardgabelbreite liegt bei 755 mm.  

### Aufbau und Benutzung
Das Gerät setzt sich aus einem Hubmast, zwei Rädern (inkl. Bremse), vier Lastrollen, einem Deichselgriff, zwei Lastgabeln, einer Batterie, einem Antriebsmotor, einem Bedienfeld sowie zwei Handgriffen zusammen.
Das Bedienfeld  ist in den meisten Fällen mit einem Not-Aus-Schalter ausgestattet, der es ermöglicht, den Hochhubwagen zum sofortigen Stillstand zu bringen. Des Weiteren ist es mit einer Batterieladeanzeige, einem Bedienhebel, einer Ladeleuchte, einem Netzstecker für das interne Ladegerät und einem Schlüssel versehen. Die Batterie und der Antriebsmotor werden durch ein Plastikgehäuse, das auf der Bodenplatte angebracht ist, geschützt. Die Batterie muss regelmäßig gewartet werden.
Die semi-elektrischen Hochhubwagen verfügen häufig über ein 360° drehbares, kugelgelagertes Lenkrad sowie über ein Rad, das über eine Kette gelenkt wird. Diese sind meistens nicht wie bei manuellen Modellen aus Nylon, sondern aus Polyurethan hergestellt. Dies geschieht vor allem wegen des hohen Gewichtes und um einen unangenehmen Geräuschpegel zu vermeiden. Beide Räder sind größer als die Exemplare, die bei manuellen Hochhubwagen eingebaut werden.
Die Funktionen und technischen Ausführungen (Heben, Senken etc.) erfolgen nach dem gleichen Prinzip wie bei einem manuellen Hochhubwagen. Eine Plexiglasscheibe schützt häufig noch zusätzlich den Benutzer vor herunterfallenden Lasten.